# Tokita Kohei
Kohei Tokita (土岐田 洸平 Tokita Kohei, sinh ngày 16 tháng 3 năm 1986 ở Tokyo) là một cầu thủ bóng đá người Nhật Bản hiện tại thi đấu cho FC Machida Zelvia.

## Thống kê sự nghiệp câu lạc bộ
Cập nhật đến ngày 23 tháng 2 năm 2018.
| Thành tích câu lạc bộ | Thành tích câu lạc bộ | Thành tích câu lạc bộ | Giải vô địch | Giải vô địch | Cúp                   | Cúp                   | Cúp Liên đoàn | Cúp Liên đoàn | Tổng cộng | Tổng cộng |
| Mùa giải              | Câu lạc bộ            | Giải vô địch          | Số trận      | Bàn thắng    | Số trận               | Bàn thắng             | Số trận       | Bàn thắng     | Số trận   | Bàn thắng |
| Nhật Bản              | Nhật Bản              | Nhật Bản              | Giải vô địch | Giải vô địch | Cúp Hoàng đế Nhật Bản | Cúp Hoàng đế Nhật Bản | Cúp Liên đoàn | Cúp Liên đoàn | Tổng cộng | Tổng cộng |
| --------------------- | --------------------- | --------------------- | ------------ | ------------ | --------------------- | --------------------- | ------------- | ------------- | --------- | --------- |
| 2008                  | Omiya Ardija          | J1 League             | 22           | 1            | 1                     | 0                     | 6             | 0             | 29        | 1         |
| 2009                  | Omiya Ardija          | J1 League             | 26           | 2            | 2                     | 0                     | 6             | 1             | 34        | 3         |
| 2010                  | Omiya Ardija          | J1 League             | 3            | 0            | -                     | -                     | 1             | 0             | 4         | 0         |
| 2010                  | Oita Trinita          | J2 League             | 17           | 1            | 2                     | 0                     | -             | -             | 19        | 1         |
| 2011                  | Oita Trinita          | J2 League             | 34           | 1            | 2                     | 0                     | -             | -             | 36        | 1         |
| 2012                  | Oita Trinita          | J2 League             | 23           | 0            | 0                     | 0                     | -             | -             | 23        | 0         |
| 2013                  | Oita Trinita          | J1 League             | 21           | 1            | 3                     | 0                     | 3             | 0             | 27        | 1         |
| 2014                  | Oita Trinita          | J2 League             | 18           | 0            | 2                     | 0                     | -             | -             | 20        | 0         |
| 2015                  | Machida Zelvia        | J3 League             | 28           | 1            | 2                     | 0                     | –             | –             | 30        | 1         |
| 2016                  | Machida Zelvia        | J2 League             | 37           | 0            | 0                     | 0                     | –             | –             | 37        | 0         |
| 2017                  | Machida Zelvia        | J2 League             | 11           | 0            | 1                     | 0                     | –             | –             | 12        | 0         |
| Tổng cộng sự nghiệp   | Tổng cộng sự nghiệp   | Tổng cộng sự nghiệp   | 240          | 7            | 15                    | 0                     | 16            | 1             | 271       | 8         |